# Izonete de Jesus Araújo Aguiar
Izonete de Jesus Araujo Aguiar (1947) és una botànica, i micóloga brasilera. És Coordinadora dels Cursos de Post-Graduat en Botànica, Institut Nacional de Pesquises da Amazônia INPA.

## Algunes publicacions
- 1984. Contribuição ao conhecimento da família Cortinariaceae (Agaricales) na Amazônia brasileira. Tesi doctoral, Institut Nacional de Pesquises da Amazônia i Fundação Universidade do Amazones.
- Moura, Mcn; Ija Aguiar. 2001. Diversidade de fungos macroscòpics na Reserva Florestal Walter Egler, Manaus, Amazones, Brasil. En: X Jornada de Iniciação Científica do INPA, Manaus, Amazones. Anais da X Jornada de Iniciação Científica do INPA, Manaus, Amazones, Brasil. p. 23-25
- Souza, Mc; Jl Guillaumet, Ija Aguiar. 2003. Ocorrência i distribuição de teridófitas na Reserva Florestal Walter Egler, Amazônia Central, Brasil. Acta Amaz. 33 (4): 555-562
- Helenires Queiroz de Souza, Izonete de Jesus Araújo Aguiar. 2007. Ocorrência do gênero Marasmius Fr. (Tricholomataceae, Agaricales) na Reserva Biològica Walter Egler, Amazones, Brasil. Acta Amaz. 37 (1):

### Llibres
- Helenires Queiroz de Souza, Izonete de Jesus Araújo Aguiar. Diversidade de Agaricales (Basidiomycota) na Reserva Biològica Walter Egler, Amazones, Brasil. 382 kb[Enllaç no actiu]